# Strimpannad myrtörnskata
Strimpannad myrtörnskata (Sakesphorus pulchellus) är en fågelart i familjen myrfåglar inom ordningen tättingar.

## Utbredning och systematik
Fågeln förekommer i enbart i norra Colombia (karibiska sluttningen från Guajira söderut till norra Chocó och nedre Magdalenadalen söderut till södra Santander) samt längst i nordväst i Venezuela (Zulia, västra och centrala Falcón, norra Lara). Den kategoriserades tidigare som underart till svarttofsad myrtörnskata (Sakesphorus canadensis).

## Status
Internationella naturvårdsunionen IUCN kategoriserar den som livskraftig.